# عايدة رودريغيز
عايدة رودريغيز (بالإنجليزية: Aida Rodriguez)‏ هي ممثلة أمريكية، ولدت في 29 أغسطس 1977 ببوسطن في الولايات المتحدة.

## وصلات خارجية
- عايدة رودريغيز على موقع IMDb (الإنجليزية)